# Thánh mẫu học Công giáo
Thánh mẫu học Công giáo là một môn học (có nhiều liên hệ với Thần học) nhằm tìm hiểu cuộc đời, các đặc ân của Maria cũng như vai trò của ngài trong kế hoạch cứu độ và thánh hóa.
Trong quan điểm Công giáo, Đức Maria có một vị trí quan trọng trong kế hoạch cứu rỗi và một vị trí đặc biệt trong truyền thống và sự tôn kính. Mẹ được xem là cao trọng hơn tất cả các vị thánh khác. Vì vậy Thánh Mẫu học Công giáo nghiên cứu không chỉ cuộc sống của Đức Maria mà còn là sự tôn kính của người trong cuộc sống hàng ngày bằng lời cầu nguyện, thánh ca, nghệ thuật (nơi hình tượng Maria đã là một chủ đề ưa thích), âm nhạc, và kiến trúc và trong niềm tin Kitô giáo qua các thời đại.

## Các giáo điều
Có bốn giáo điều được tuyên bố chính thức như một tín điều buộc phải tin đối với người Công giáo, thể hiện mối quan hệ của Đức Maria với Chúa Giêsu và vai trò của người trong công cuộc cứu độ.
| Tên                 | Công bố đầu tiên                 | Nội dung giáo điều |
| ------------------- | -------------------------------- | --- |
| Trọn đời đồng trinh | Hình ảnh rửa tội từ thế kỷ thứ 3 | 'Đức Maria đồng trinh vĩnh viễn', cả trước, trong và sau khi sinh Chúa Giêsu. |
| Mẹ Thiên Chúa       | Công đồng Êphêsô (431)           | Đức Maria là Mẹ Thiên Chúa: không phải là Mẹ sinh ra bản tính Thiên Chúa mà là Mẹ một người Con chính là Thiên Chúa, là Mẹ của Đấng là Thiên Chúa từ thuở ban đầu, không phải chỉ là Mẹ sinh hạ thể xác Đức Giêsu mà là Mẹ của Đấng đã mặc lấy thân xác nơi Mẹ, là Đấng có trước Mẹ là Chúa Giêsu. |
| Vô Nhiễm Nguyên Tội | Giáo hoàng Piô IX (1854)         | Đức Maria, ngay từ khi thụ thai đã không mắc tội nguyên tổ. |
| Hồn Xác Lên Trời    | Giáo hoàng Piô XII (1950)        | Đức Maria, sau khi hoàn tất cuộc đời dương thế, đã được đưa lên hưởng vinh quang nước trời cả hồn lẫn xác. |

### Trọn đời đồng trinh
Học thuyết này dựa trên cơ sở truyền thống các Kitô hữu ở những thế kỷ đầu tiên đã dùng từ aeiparthenos -"trọn đời đồng trinh" để diễn tả về Đức Maria. Từ ngữ này còn được sử dụng bởi thánh Epiphanio, vào năm 374, khi bàn đến việc Nhập thể: Con Thiên Chúa "đã nhập thể, nghĩa là đã được sinh ra cách hoàn hảo bởi Thánh Maria, trọn đời đồng trinh, nhờ Chúa Thánh Thần" (Ancoratus, 119,5).
Từ ngữ "trọn đời đồng trinh" được lặp lại ở công đồng Constantinôpôlis II (năm 553), khi khẳng định rằng: Ngôi Lời Thiên Chúa, "được nhập thể và được sinh ra bởi Thánh mẫu Thiên Chúa Đức Maria vinh hiển và trọn đời đồng trinh" tiếp đó là tại công đồng Latêranô IV (1215) và Lyon II (1274) và bởi đoạn văn tuyên bố tín điều Mẹ lên trời (1950), trong đó sự trinh khiết trọn đời của Đức Maria được trưng dẫn như là một trong những động lực của việc hồn xác được cất nhắc vào vinh quang trên trời.
- Đồng trinh trước khi sinh con, dựa vào Phúc âm theo thánh Luca viết: (Lc 1,26-37): "Việc ấy sẽ xảy ra cách nào, vì tôi không biết đến người nam". Giáo hội Công giáo tuyên xưng: "Do quyền năng Chúa Thánh Thần tác động, Đức Trinh nữ đã cưu mang Con một Cha mà vẫn còn trinh khiết vẹn tuyền" (kinh Tiền tụng lễ Đức Mẹ)[11].
- Đồng trinh đang khi sinh con, Hiến chế Giáo hội 57 và Giáo lý Hội thánh Công giáo 92 499: "Rồi ngày Sinh nhật Chúa, Mẹ Thiên Chúa đã vui mừng giới thiệu với các mục đồng và các nhà bác học Con đầu lòng của mình, mà khi sinh ra đã không làm giảm bớt, nhưng còn thánh hiến sự trinh khiết vẹn tuyền của Mẹ"[12].
- Đồng trinh sau khi sinh, Sách Giáo lý Hội thánh Công giáo: "Việc đào sâu thêm niềm tin vào sự làm mẹ mà vẫn đồng trinh của Mẹ Maria đã dẫn đưa giáo hội tới chỗ tuyên xưng sự trinh khiết thực sự và trọn đời của Mẹ Maria" (số 499). Phụng vụ của Giáo hội tôn xưng Mẹ Maria là "Đấng trọn đời đồng trinh" (Aeiparthenos).

Giáo hoàng Gioan Phaolô II trong bài giáo huấn về Đức Maria nói: "Mặc dù Tân ước nhấn mạnh đến sự trinh khiết của Đức Maria lúc cưu mang Chúa Giêsu, nhưng Hội thánh tin rằng Đức Maria giữ mình trinh khiết suốt đời. Điều này xem ra đã được gói ghém trong tính từ "Trinh nữ" dành cho Đức Maria (Lc 1,27). Dù sao, đức tin của Hội thánh đã được diễn tả trong các tín biểu qua các dụng ngữ "trọn đời đồng trinh", hoặc "đồng trinh trước khi sinh, đang khi sinh và sau khi sinh".

### Mẹ Thiên Chúa
Danh từ "Mẹ Thiên Chúa" không trực tiếp có trong Tân Ước. Tuy nhiên danh từ “Mẹ của  Chúa tôi” được Tân Ước ghi lại Luca 1:43. Người Do Thái thường dùng từ Chúa (Lord) để gọi Thiên Chúa (God) hoặc thay thế Danh xưng YAHWEH vì sợ phạm thượng. Vì vậy có thể xem như Kinh Thánh chấp nhận danh xưng Mẹ Thiên Chúa. Danh từ này lần đầu tiên chính thức được nói lên do thánh Hippolytus ở Rôma năm 235. Sau đó, Giám mục Nestorius, Giáo chủ Constantinople (năm 428) đã phản đối việc áp dụng danh từ ấy cho Đức Mẹ. Ông phản đối vì ông có một quan niệm rằng Con Thiên Chúa khác với con Bà Maria. Hay nói cách khác, Chúa Kitô có hai ngôi vị, là Ngôi Thiên Chúa (Ngôi Lời - Logos) và ngôi vị con người là Giêsu.
Công đồng Êphêsô năm 431 đã khẳng định lại giáo lý của Giáo hội dạy rằng Chúa Giêsu có hai bản tính: Một là bản tính Thiên Chúa, hai là bản tính loài người. Hai bản tính ấy kết hợp trong một Ngôi duy nhất là Ngôi thứ hai. Công Đồng kết án phái Nestorius. Đồng thời các nghị phụ chấp nhận nội dung của bức thư của Thánh Cyrilô gửi Giám mục Nestorius và chính thức công nhận tước hiệu Mẹ Thiên Chúa dành cho Đức Mẹ. Công Đồng Calceđônia tuyên bố thành tín điều năm 451.

### Vô nhiễm nguyên tội
Do quyền năng của Thiên Chúa, Đức Mẹ được ban một ân sủng đặc biệt: Vô Nhiễm Nguyên Tội để làm Mẹ Thiên Chúa, nghĩa là Bà được ơn Vô Nhiễm ngay từ giây phút Bà đậu thai trong cung lòng Mẹ mình là Thánh Anna. Sách Giáo lý Hội thánh Công giáo viết: "Đức Trinh Nữ Diễm Phúc Maria, đã được gìn giữ khỏi mọi tỳ ố nguyên tội ngay từ lúc tượng thai, do ân sủng và tình thương đặc biệt của Thiên Chúa toàn năng, nhờ công nghiệp của Đức Giêsu Kitô Đấng Cứu Độ loài người...Nhờ ân sủng Thiên Chúa, Đức Maria suốt đời vẫn tinh tuyền không hề phạm tội riêng nào".
Theo các Thánh Giáo Phụ Bà là người "Phụ nữ" sinh ra Đấng Cứu Thế trong (Sách Sáng Thế 3:15). Bà là Evà mới đem đến sự sống cho nhân loại, thay cho Evà cũ đã đem đến cái chết cho chính mình và cho nhân loại. Tin mừng Luca (1:28) Thiên Thần Garbriel chào Bà:"Đấng Đầy ân sủng, Thiên Chúa ở cùng Bà" Bà Elizabet được tràn đầy Thánh Thần, liền kêu lớn tiếng:"Em được chúc phúc hơn mọi người phụ nữ..." (Lc 1:42).

### Lên Trời
Truyền thống của Giáo hội công giáo cho rằng từ thế kỷ V, người ta đã mừng kính lễ Mẹ Maria Hồn Xác lên Trời ở Syria, thế kỷ VI, giáo đoàn Giêrusalem đã mừng kính lễ Đức Mẹ Hồn Xác về Trời. Từ cuối thế kỷ VIII, khắp Hội Thánh Tây Phương đã cử hành lễ này.
Nền tảng thần học của tín điều này dựa trên những sự quy chiêu của Thánh Kinh gọi "Đức Maria là Hòm Bia của Chúa Kitô", ngôn sứ Isaia đã viết:"Ta tôn vinh chỗ Ta đặt chân"(Is 60, 13), sách Khải Huyền cũng khẳng định: "Người Nữ trốn vào sa mạc, ở đó đã có chỗ Thiên Chúa dọn sẵn cho Bà" (Kh 12,6)". Giáo lý Đức Maria Vô Nhiễm Nguyên tội đưa đến kết luận: "Không như mọi con cái của Evà, Đức Maria, Evà Mới, sẽ không phải chết về phần xác". Niềm tin Đức Maria, Mẹ Thiên Chúa cũng đưa Giáo hội đến chỗ tin rằng Chúa Giêsu sẽ không để Mẹ Maria, Mẹ yêu quý của Người phải chịu cảnh hư nát vì sự chết.
Sách Giáo lý Hội Thánh công giáo viết: "Việc Đức Trinh Nữ được lên Trời Hồn Xác là sự thông phần cá biệt vào cuộc phục sinh của Con Mẹ, và tiên báo cuộc phục sinh của các tín hữu"(số 966).